# Ola G. Furuseth
Ola Gundersby Furuseth (* 8. April 1975 in Bærum) ist ein norwegischer Schauspieler.

## Leben
Furuseth besuchte von 1994 bis 1995 die Romerike Folkehøgskole und studierte von 1997 bis 1999 Theaterwissenschaft. Zwischen 1999 und 2002 machte er die Ausbildung zum Schauspieler an den Arts Educational Schools in London. Sein Theaterdebüt hatte er 2002 in einer Aufführung von Piaf am Trøndelag Teater. Auch in den Folgejahren war er an diesem Theater tätig. In den Jahren 2006 und 2007 gastierte er am Teatret Vårt in Molde. Dort spielte er unter anderem in Elling i nærkontakt mit, wofür Furuseth beim Theaterpreis Heddaprisen eine Nominierung für die beste männliche Nebenrolle erhielt. Nach seiner Zeit in Molde kehrte er ans Trøndelag Teater zurück. Für seine Mitwirkung an Antigone im Jahr 2009 wurde er im Folgejahr beim Heddaprisen in der Kategorie für die beste männliche Nebenrolle nominiert.
Ab 2010 spielte er an den beiden Osloer Theatern Oslo Nye Teater und Det Norske Teatret. Dort stand er für Theaterstücke wie Postkort fra Lillebjørn, Inkognito und Kirsebærhagen auf der Bühne. Am Det Norske Teatret erhielt er 2017 eine Festanstellung. Im Jahr 2019 war er für seine Arbeit in Den knuste krukka erneut in der Heddaprisen-Kategorie für die beste männliche Hauptrolle nominiert.
Neben seiner Tätigkeit als Theaterschauspieler arbeitet er auch als Filmschauspieler. So spielte Furuseth unter anderem in den Serien Der Halbbruder, Kampen for tilværelsen und Made in Oslo mit. Im Film 22. Juli spielte er Jens Stoltenberg. In der Comedyserie Gutta på skauen, die im Jahr 2022 bei Norsk rikskringkasting (NRK) ausgestrahlt wurde, übernahm er eine der Hauptrollen.
Des Weiteren las Furuseth mehrere Hörbücher ein.

## Auszeichnungen
Heddaprisen
- 2007: Nominierung in der Kategorie „Bester männlicher Schauspieler, Hauptrolle“ (für Elling i nærkontakt)
- 2010: Nominierung in der Kategorie „Bester männlicher Schauspieler, Nebenrolle“ (für Antigone)
- 2007: Nominierung in der Kategorie „Bester männlicher Schauspieler, Hauptrolle“ (für Den knuste krukka)

## Filmografie (Auswahl)
- 2007: Seks som oss (Fernsehserie, 2 Folgen)
- 2013: Der Halbbruder (Fernsehserie, 6 Folgen)
- 2014: Einer nach dem anderen
- 2014: Meglerne (Fernsehserie, 3 Folgen)
- 2014: The Third Eye (Fernsehserie, 1 Folge)
- 2014–2015: Kampen for tilværelsen
- 2015: Side om side (Fernsehserie, 1 Folge)
- 2016: Mammon (Fernsehserie, 3 Folgen)
- 2017: Neste sommer (Fernsehserie, 1 Folge)
- 2017: The Case (Fernsehserie, 1 Folge)
- 2018: En natt (Fernsehserie, 6 Folgen)
- 2018: Helium (Fernsehserie)
- 2018: 22. Juli
- 2018: Når jeg faller
- 2019: Magnus – Trolljäger (Fernsehserie, 6 Folgen)
- 2019: Astrup: Flammen over Jølster
- 2020: Witch Hunt (Fernsehserie, 7 Folgen)
- 2022: Battle: Freestyle
- 2022: Made in Oslo (Fernsehserie, 8 Folgen)
- 2022: Nede (Fernsehserie, 4 Folgen)
- 2022: Gutta på skauen (Fernsehserie, 10 Folgen)
- 2023: Munch
- 2023: Peer Gynt
- 2023: Dummedag (Fernsehserie, 1 Folge)